# 2019 w muzyce
Wydarzenia muzyczne w 2019 roku.

## Wydarzenia

### Polska

#### Koncerty
- 19 stycznia – Ennio Morricone, Tauron Arena Kraków[1]
- 25 stycznia – Tom Odell, Tauron Arena Kraków[2]
- 26 stycznia
  - Andrea Bocelli, Gdańsk, Sopot, Ergo Arena[3]
  - Tom Odell, Warszawa, Hala Torwar[4]
- 1 lutego – Years & Years, Warszawa, Hala Torwar[5]
- 12 lutego – Slash ft. Myles Kennedy & the Conspirators, Łódź, Atlas Arena[6]
- 15 lutego – Twenty One Pilots, Łódź, Atlas Arena[7]
- 22 lutego – Zaz, Warszawa, Hala Torwar[8][9]
- 23 lutego – Zaz, Tauron Arena Kraków[10]
- 24 lutego – Nicki Minaj, Łódź, Atlas Arena[11]
- 25 lutego – Shakin’ Stevens, Wrocław, Hala „Orbita”[12]
- 26 lutego – Shakin’ Stevens, Warszawa, Hala Torwar[13]
- 15 marca – Florence and the Machine, Łódź, Atlas Arena[14]
- 2 kwietnia – Shawn Mendes, Tauron Arena Kraków[15]
- 4 maja – Elton John, Tauron Arena Kraków[16][17]
- 7 maja – Enrique Iglesias, Tauron Arena Kraków[18]
- 8 maja – Lenny Kravitz, Łódź, Atlas Arena[19]
- 11 maja – Andrea Bocelli, Stadion Miejski w Poznaniu[20]
- 23 maja – Jamiroquai, Tauron Arena Kraków[21]
- 4 czerwca – Slayer, Arena Gliwice[22]
- 6 czerwca – Maroon 5, Tauron Arena Kraków[23]
- 13 czerwca – Daddy Yankee, Tauron Arena Kraków[24][25]
- 18 czerwca – Kiss, Tauron Arena Kraków[26][27]
- 21 czerwca – Rod Stewart, Tauron Arena Kraków[28]
- 22 czerwca – Muse, Tauron Arena Kraków[29]
- 24 czerwca – Backstreet Boys, Warszawa, Hala Torwar[30]
- 26 czerwca – Phil Collins, Warszawa, PGE Narodowy[31]
- 27 czerwca – Maluma, Gdańsk, Sopot, Ergo Arena[32]
- 28 czerwca – Diana Krall, Tauron Arena Kraków[33]
- 10 lipca – Mark Knopfler, Tauron Arena Kraków[34]
- 11 lipca – Mark Knopfler, Gdańsk, Sopot, Ergo Arena[35]
- 12 lipca – Bon Jovi, Warszawa, PGE Narodowy[36]
- 20 lipca – Pink, Warszawa, PGE Narodowy[37]
- 21 lipca – Scorpions, Arena Gliwice[38]
- 23 lipca – Scorpions, Gdańsk, Sopot, Ergo Arena[39]
- 24 lipca – Rammstein, Chorzów, Stadion Śląski[40]
- 21 sierpnia – Metallica, Warszawa, PGE Narodowy[41]
- 19 września – Michael Bublé, Łódź, Atlas Arena[42]
- 20 września – Michael Bublé, Kraków, Tauron Arena[43]
- 2 listopada – Sting, Kraków, Tauron Arena[44]
- 16 listopada – Dido, Poznań, Sala Ziemi[45]

#### Festiwale

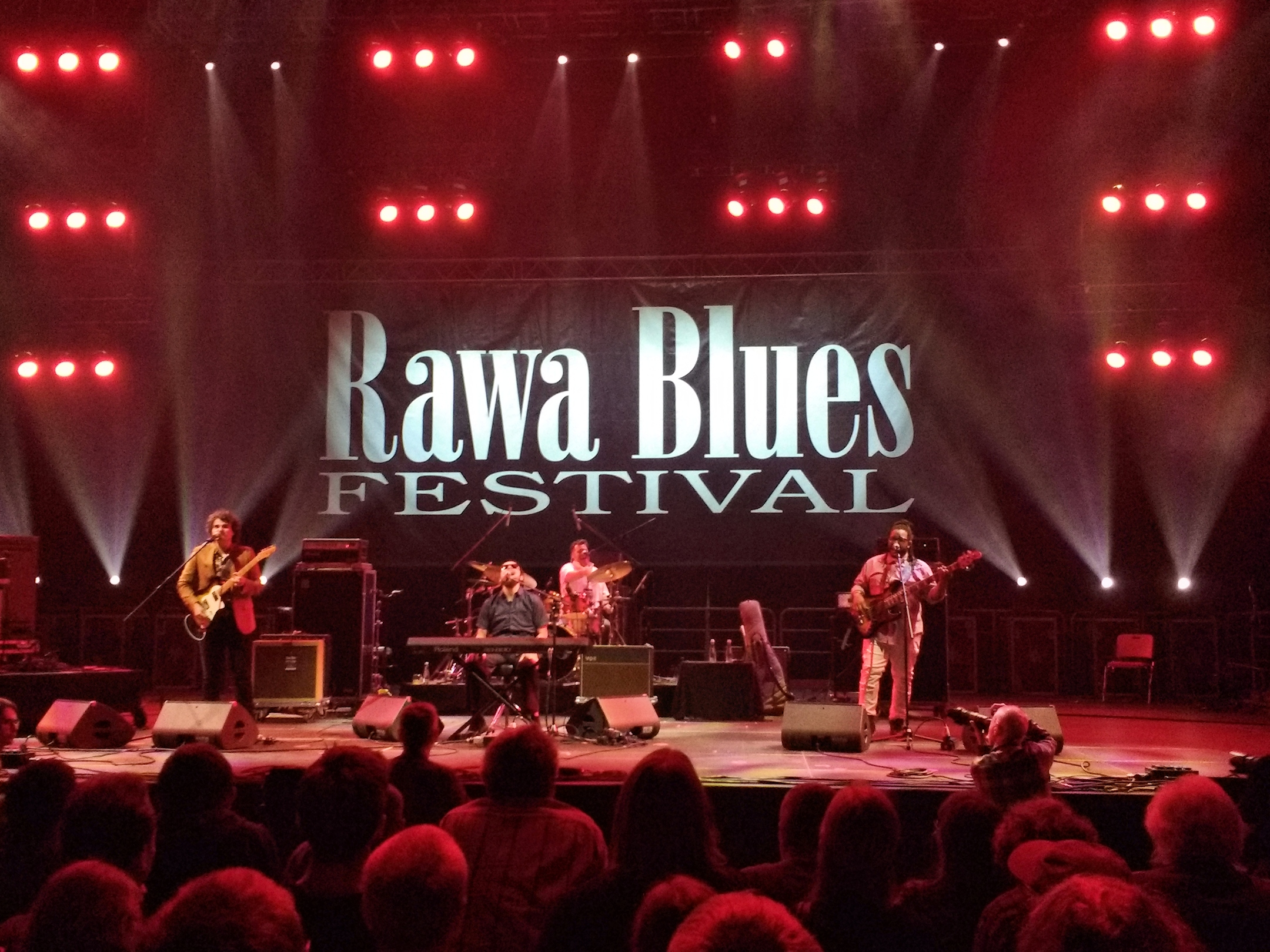
Rawa Blues Festival 2019

- 55. Jazz nad Odrą, Wrocław, 26–30 kwietnia[46][47]
- 58. Festiwal Muzyczny w Łańcucie, 11–26 maja[48]
- 12. Orange Warsaw Festival, Tor wyścigów konnych Służewiec, 31 maja – 1 czerwca[49]
- 8. Impact Festival, Tauron Arena Kraków, 11 czerwca[50]
- LVI Krajowy Festiwal Piosenki Polskiej w Opolu, Amfiteatr Tysiąclecia, 14–17 czerwca[51]
- 25. Jazz na Starówce, Rynek Starego Miasta w Warszawie, 6 lipca – 31 sierpnia[52]
- 12. Suwałki Blues Festival, 11–14 lipca[53][54]
- Festiwal w Jarocinie, 13–14 lipca[55][56]
- 38. Piknik Country & Folk, Mrągowo, 26–28 lipca[57]
- 74. Międzynarodowy Festiwal Chopinowski w Dusznikach-Zdroju, 2–10 sierpnia[58]
- 49. Złota Tarka, Iława, 9–11 sierpnia[59]
- 53. Festiwal im. Jana Kiepury, Krynica-Zdrój, 10–17 sierpnia[60][61]
- 10. Cieszanów Rock Festiwal, 15–17 sierpnia[62]
- 62. Warszawska Jesień, 20–28 września[63][64]
- 39. Rawa Blues Festival, Katowice, Narodowa Orkiestra Symfoniczna Polskiego Radia, Spodek, 11–12 października[65]

### Świat
- 14, 16, 18 maja – 64. Konkurs Piosenki Eurowizji w Tel Awiwie[66]

## Zmarli
- 1 stycznia
  - Feis – holenderski raper (ur. 1986)[67]
  - Joan Guinjoan – hiszpański kompozytor i pianista (ur. 1931)[68]
  - Kris Kelmi – rosyjski piosenkarz (ur. 1955)[69]
  - Pegi Young – amerykańska piosenkarka, autorka piosenek (ur. 1952)[70]
- 2 stycznia
  - Daryl Dragon – amerykański muzyk i autor piosenek (ur. 1942)[71]
- 5 stycznia
  - Eric Haydock – brytyjski muzyk, basista The Hollies (ur. 1943)[72]
- 6 stycznia
  - Gregg Rudloff – amerykański inżynier dźwięku, trzykrotny laureat Oscara (ur. 1955)[73]
- 7 stycznia
  - John Joubert – brytyjski kompozytor muzyki klasycznej (ur. 1927)[74][75]
  - Clydie King – amerykańska wokalistka (ur. 1943)[76]
- 8 stycznia
  - Patricia Lousada – amerykańska tancerka baletowa (ur. 1929)[77]
- 9 stycznia
  - Joseph Jarman – amerykański muzyk jazzowy, kompozytor i buddyjski mnich Jōdo-shinshū (ur. 1937)[78]
- 10 stycznia
  - Theo Adam – niemiecki śpiewak operowy (bas) (ur. 1926)[79][80]
- 12 stycznia
  - Bonnie Guitar – amerykanka piosenkarka i bizneswoman (ur. 1925)[81]
- 13 stycznia
  - Willie Murphy – amerykański muzyk bluesowy (ur. 1943)[82]
- 14 stycznia
  - Mieczysław Tomaszewski – polski muzykolog, teoretyk, estetyk muzyki, kawaler Orderu Orła Białego (ur. 1921)[83][84]
- 15 stycznia
  - Carol Channing – amerykańska aktorka i piosenkarka (ur. 1921)[85][86]
- 16 stycznia
  - Lorna Doom – amerykańska gitarzystka punkrockowa, basistka zespołu The Germs (ur. 1958)[87]
  - Ilgam Szakirow – tatarski pieśniarz (ur. 1935)[88]
  - Rita Vidaurri – amerykańska piosenkarka (ur. 1924)[89]
- 17 stycznia
  - Reggie Young – amerykański gitarzysta rock i country (ur. 1936)[90][91]
- 18 stycznia
  - Kozma Lara – albański kompozytor (ur. 1930)[92]
- 19 stycznia
  - Mario Bertoncini – włoski kompozytor i pianista (ur. 1932)[93][94]
- 21 stycznia
  - Edwin Birdsong – amerykański muzyk jazzowy (ur. 1941)[95]
- 22 stycznia
  - Roman Kołakowski – polski kompozytor, poeta, piosenkarz, gitarzysta, tłumacz, reżyser teatralny i estradowy (ur. 1957)[96]
- 23 stycznia
  - Oliver Mtukudzi – zimbabweński piosenkarz (ur. 1952)[97][98]
  - Ryszard Peryt – polski reżyser, aktor, profesor sztuk teatralnych, twórca inscenizacji oper (ur. 1947)[99]
- 25 stycznia
  - Jacqueline Steiner – amerykańska piosenkarka folkowa, autorka tekstów i działaczka społeczna (ur. 1924)[100]
- 26 stycznia
  - Jean Guillou – francuski pianista, organista, kompozytor (ur. 1930)[101][102]
  - Michel Legrand – francuski kompozytor teatralny i filmowy, dyrygent, aranżer, autor piosenek, pianista i wokalista jazzowy (ur. 1932)[103]
  - Wilma Lipp – austriacka śpiewaczka operowa (sopran), pedagog muzyczny (ur. 1925)[104]
  - Nikola Mitić – serbski śpiewak operowy (baryton) (ur. 1938)[105]
- 27 stycznia
  - Teofila Bratkowska, ukraińska śpiewaczka operowa (sopran) (ur. 1924)[106]
- 28 stycznia
  - Pepe Smith – filipiński muzyk rockowy (ur. 1947)[107]
  - Paul Whaley – amerykański perkusista rockowy, członek zespołu Blue Cheer (ur. 1947)[108]
- 29 stycznia
  - James Ingram – amerykański muzyk R&B, laureat nagrody Grammy (ur. 1952)[109][110]
  - Sanford Sylvan – amerykański śpiewak operowy (baryton) (ur. 1953)[111]
- 30 stycznia
  - Zofia Janukowicz-Pobłocka – polska śpiewaczka operowa (sopran), pedagog (ur. 1928)[112]
- 31 stycznia
  - Harold Bradley – amerykański gitarzysta country i pop (ur. 1926)[113]
  - Nancy B. Reich – amerykańska muzykolog (ur. 1924)[114]
- 1 lutego
  - Florian Skulski – polski śpiewak (baryton), solista Opery Bałtyckiej (ur. 1936)[115][116]
- 2 lutego
  - Bill Sims – amerykański muzyk bluesowy (ur. 1949)[117]
- 3 lutego
  - Decl – rosyjski wykonawca muzyki hip-hop, reggae i dancehall (ur. 1983)[118]
  - Kiyoshi Koyama – japoński dziennikarz muzyczny i producent jazzowy (ur. 1936)[119]
- 4 lutego
  - Giampiero Artegiani – włoski piosenkarz i autor tekstów (ur. 1955)[120][121]
  - Matti Nykänen – fiński skoczek narciarski, piosenkarz (ur. 1963)[122]
  - Wiaczesław Owczinnikow – rosyjski kompozytor muzyki filmowej (ur. 1936)[123]
  - Zbigniew Penherski – polski kompozytor (ur. 1935)[124]
  - Izzy Young – amerykański promotor muzyczny, folklorysta (ur. 1928)[125]
- 6 lutego
  - Jim Dunlop Senior – amerykański producent sprzętu muzycznego, założyciel firmy Dunlop Manufacturing (ur. 1936)[126][127]
  - Gerald English – angielski śpiewak operowy (tenor) (ur. 1925)[128][129][130][131]
- 10 lutego
  - Juanjo Dominguez – argentyński gitarzysta klasyczny (ur. 1951)[132]
  - Jerzy Gołos – polski muzykolog, organolog, profesor dr hab. nauk humanistycznych (ur. 1931)[133]
  - Siergiej Zagadkin – rosyjski pianista (ur. 1959)[134]
- 11 lutego
  - Olli Lindholm – fiński piosenkarz i gitarzysta (ur. 1964)[135]
  - Armida Siguion-Reyna – filipińska aktorka i piosenkarka (ur. 1930)[136]
- 13 lutego
  - Bibi Ferreira – brazylijska aktorka i piosenkarka (ur. 1922)[137]
  - Arif Şirin – turecki piosenkarz, kompozytor, autor tekstów piosenek (ur. 1949)[138]
- 14 lutego
  - Siergiej Zacharow – rosyjski piosenkarz (ur. 1950)[139]
- 16 lutego
  - Jerzy Bożyk – polski pianista i wokalista jazzowy (ur. 1941)[140]
  - Ken Nordine – amerykański wokalista jazzowy i aktor głosowy (ur. 1920)[141]
- 17 lutego
  - Ethel Ennis – amerykańska wokalistka jazzowa (ur. 1932)[142][143]
  - Šaban Šaulić – serbski piosenkarz (ur. 1951)[144]
- 20 lutego
  - Dominick Argento – amerykański kompozytor muzyki operowej i chóralnej (ur. 1927)[145][146]
  - Fred Foster – amerykański reżyser nagrań, autor piosenek, producent związany z muzyką country (ur. 1931)[147]
  - Gerard Koerts – holenderski muzyk i kompozytor (ur. 1947)[148]
  - Ekkehard Wlaschiha – niemiecki śpiewak operowy (baryton), laureat nagrody Grammy (ur. 1938)[149]
- 21 lutego
  - Jean-Christophe Benoît – francuski śpiewak operowy (baryton) (ur. 1925)[150]
  - Stanley Donen – amerykański reżyser filmowy, twórca musicali (ur. 1924)[151]
  - Peter Tork – amerykański aktor i muzyk rockowy, członek The Monkees (ur. 1942)[152]
  - Hilde Zadek – niemiecka śpiewaczka operowa (sopran) (ur. 1917)[153]
- 23 lutego
  - Ira Gitler – amerykański historyk jazzu i dziennikarz muzyczny (ur. 1928)[154]
  - Lew Kołodub – ukraiński kompozytor (ur. 1930)[155]
  - Dorothy Masuka – południowoafrykańska piosenkarka jazzowa pochodząca z Zimbabwe (ur. 1935)[156]
- 24 lutego
  - Mac Wiseman – amerykański piosenkarz stylu bluegrass (ur. 1925)[157]
- 25 lutego
  - Mark Hollis – angielski muzyk, wokalista, lider i członek zespołu Talk Talk (ur. 1955)[158]
- 26 lutego
  - Andy Anderson – brytyjski perkusista, członek zespołu The Cure (ur. 1951)[159]
  - Hugh Fordin – amerykański producent nagrań i pisarz (ur. 1935)[160]
- 27 lutego
  - Doug Sandom – angielski muzyk rockowy, pierwszy perkusista The Who (ur. 1930)[161]
  - Janusz Skowron – polski muzyk jazzowy, pianista i kompozytor (ur. 1957)[162]
- 28 lutego
  - André Previn – amerykański dyrygent, pianista i kompozytor pochodzenia niemiecko-żydowskiego (ur. 1929)[163]
- 1 marca
  - Joseph Flummerfelt – amerykański dyrygent chóru (ur. 1937)[164]
  - Mirosława Krajewska-Stępień – polska aktorka i piosenkarka (ur. 1925)[165]
- 3 marca
  - Peter Hurford – brytyjski organista i kompozytor (ur. 1930)[166]
- 4 marca
  - Keith Flint – angielski muzyk, wokalista zespołu The Prodigy (ur. 1969)[167][168]
- 5 marca
  - Jacques Loussier – francuski pianista i kompozytor (ur. 1934)[169][170][171]
- 6 marca
  - James Dapogny – amerykański muzykolog, pianista jazzowy i lider zespołu (ur. 1940)[172]
- 8 marca
  - Michael Gielen – austriacki dyrygent, kompozytor (ur. 1927)[173][174]
  - Jurij Kraskow – rosyjski śpiewak operowy (ur. 1931)[175][176]
- 9 marca
  - Tadeusz Machela – polski muzyk, piosenkarz i kompozytor (ur. 1953)[177][178][179][180]
- 11 marca
  - Hal Blaine – amerykański perkusista rockowy (ur. 1929)[181][182][183]
  - Demétrius – brazylijski piosenkarz i kompozytor (ur. 1928)[184]
- 12 marca
  - Věra Bílá – czeska piosenkarka, pochodzenia romskiego (ur. 1954)[185]
  - Leopold Kozłowski-Kleinman – polski pianista, kompozytor i dyrygent pochodzenia żydowskiego (ur. 1918)[186][187]
- 13 marca
  - Jurij Kapetanaki – rosyjski pianista i muzyk jazzowy (ur. 1950)[188]
  - Areg Nazarjan – ormiański muzyk rockowy (ur. 1964)[189]
  - Joseph Hanson Kwabena Nketia – ghański etnomuzykolog i kompozytor (ur. 1921)[190]
- 15 marca
  - Halina Kowalewska-Mikosa – polska piosenkarka, redaktorka audycji Polskiego Radia (ur. 1927)[191]
- 16 marca
  - Dick Dale – amerykański gitarzysta rockowy (ur. 1937)[192]
  - Yann-Fañch Kemener – francuski pieśniarz (ur. 1957)[193]
  - Julija Naczałowa – rosyjska piosenkarka, aktorka i osobowość telewizyjna (ur. 1981)[194]
  - David White – amerykański piosenkarz, autor piosenek, producent nagrań (ur. 1939)[195]
- 17 marca
  - Bernie Tormé – irlandzki gitarzysta rockowy, wokalista i kompozytor (ur. 1952)[196][197]
  - Andre Williams – amerykański piosenkarz R&B, autor piosenek i producent nagrań (ur. 1936)[198]
- 18 marca
  - Shyqyri Alushi – albański piosenkarz (ur. 1934)[199]
- 19 marca
  - Siergiej Bałaszow – rosyjski śpiewak operowy (tenor) (ur. 1971)[200]
- 20 marca
  - Terje Nilsen – norweski piosenkarz (ur. 1951)[201]
- 21 marca
  - Zbigniew Frieman – polski altowiolista, dyrygent, kameralista, pedagog i organizator życia muzycznego (ur. 1927)[202]
  - Krzysztof Milczanowski – polski pianista i pedagog (ur. 1939)[203]
- 22 marca
  - Walentina Dworianinowa – rosyjska piosenkarka estradowa (ur. 1928)[204]
  - Scott Walker – amerykański wokalista i instrumentalista, lider grupy The Walker Brothers (ur. 1943)[205]
- 23 marca
  - Claude Besson – francuski pieśniarz (ur. 1948)[206]
  - Shahnaz Rahmatullah – bengalska piosenkarka (ur. 1952)[207]
- 24 marca
  - Krzysztof Nowikow – polski kompozytor, autor muzyki do spektakli teatralnych i baletowych (ur. 1975)[208]
- 25 marca
- Stanisław Dybowski – polski muzykolog, dziennikarz, nauczyciel akademicki, publicysta, krytyk muzyczny i wydawca (ur. 1946)[209]
  - Michel Lamothe – francuski gitarzysta (ur. 1948)[210]
- 26 marca
  - Ranking Roger – brytyjski muzyk, wokalista zespołu The Beat (ur. 1963)[211]
  - Heinz Winbeck – niemiecki kompozytor (ur. 1946)[212]
- 28 marca
  - Bogdan Gagić – chorwacki kompozytor, pianista, pedagog muzyczny (ur. 1931)[213][214][215]
- 30 marca
  - Billy Adams – amerykański muzyk R&B (ur. 1940)[216]
- 31 marca
  - Nipsey Hussle – amerykański raper (ur. 1985)[217]
- 1 kwietnia
  - Caravelli – francuski kompozytor i dyrygent (ur. 1930)[218]
  - Ruth-Margret Pütz – niemiecka śpiewaczka operowa (sopran koloraturowy), pedagog muzyczny (ur. 1930)[219][220]
  - Armando Vega Gil – meksykański kompozytor, muzyk i pisarz (ur. 1955)[221]
- 2 kwietnia
  - Kim English – amerykańska piosenkarka stylów: electronica, soul, gospel i house (ur. 1970)[222]
- 3 kwietnia
  - Grzegorz Caban – polski śpiewak operowy (tenor) (ur. 1952)[223]
  - Einar Iversen – norweski pianista i kompozytor jazzowy (ur. 1930)[224]
- 4 kwietnia
  - Alberto Cortez – argentyński piosenkarz i autor piosenek (ur. 1940)[225]
  - Marilyn Mason – amerykańska organistka i pedagog (ur. 1925)[226]
  - Joe Quijano – portorykański piosenkarz, muzyk salsa i dyrygent (ur. 1935)[227]
- 5 kwietnia
  - Ib Glindemann – duński muzyk jazzowy (ur. 1934)[228][229]
  - Sam Pilafian – amerykański tubista (ur. 1949)[230]
- 6 kwietnia
  - Jim Glaser – amerykański muzyk country (ur. 1937)[231]
- 9 kwietnia
  - Paul Severs – belgijski piosenkarz (ur. 1948)[232]
- 10 kwietnia
  - Earl Thomas Conley – amerykański muzyk country (ur. 1941)[233]
  - Balduin Sulzer – austriacki duchowny katolicki i kompozytor (ur. 1932)[234]
- 11 kwietnia
  - Dina – portugalska piosenkarka (ur. 1956)[235]
  - Mus Mulyadi – indonezyjski piosenkarz (ur. 1945)[236]
  - Iwan Ponomarienko – ukraiński śpiewak operowy (ur. 1945)[237]
- 13 kwietnia
  - Paul Raymond – brytyjski klawiszowiec i gitarzysta, członek zespołu UFO (ur. 1945)[238]
- 15 kwietnia
  - Les Reed – angielski kompozytor, aranżer, muzyk i lider orkiestry (ur. 1935)[239]
- 16 kwietnia
  - Jörg Demus – austriacki pianista i kompozytor muzyki klasycznej (ur. 1928)[240][241]
- 18 kwietnia
  - Burhan Spahiu – albański śpiewak operowy (baryton), solista Teatru Opery i Baletu w Tiranie (ur. 1943)[242][243]
- 19 kwietnia
  - Martin Böttcher – niemiecki kompozytor, aranżer, dyrygent (ur. 1927)[244]
- 20 kwietnia
  - Atli Heimir Sveinsson, islandzki kompozytor i pedagog (ur. 1938)[245][246]
- 22 kwietnia
  - Heather Harper – północnoirlandzka śpiewaczka operowa (sopran) (ur. 1930)[247][248]
  - Dave Samuels – amerykański perkusjonista jazzowy (ur. 1948)[249]
- 23 kwietnia
  - Charity Sunshine Tillemann-Dick – amerykańska śpiewaczka operowa (sopran) (ur. 1983)[250]
- 24 kwietnia
  - Dick Rivers – francuski piosenkarz rock and rollowy (ur. 1945)[251]
  - Inta Willerusza – łotewska pianistka (ur. 1943)[252]
- 26 kwietnia
  - Reijo Taipale – fiński piosenkarz pop (ur. 1940)[253][254]
- 27 kwietnia
  - Grzegorz Spyra – polski muzyk i kompozytor (ur. 1943)[255][256]
- 28 kwietnia
  - Jo Sullivan Loesser – amerykańska aktorka i piosenkarka (ur. 1927)[257]
- 30 kwietnia
  - Beth Carvalho – brazylijska piosenkarka samby, gitarzystka i kompozytorka (ur. 1946)[258][259]
  - Russ Gibb – amerykański DJ, organizator koncertów i osobowość medialna, współautor legendy miejskiej znanej jako Paul nie żyje (ur. 1931)[260]
- 1 maja
  - Izabela Skrybant-Dziewiątkowska – polska piosenkarka, wokalistka zespołu Tercet Egzotyczny (ur. 1938)[261]
- 2 maja
  - Juan Vicente Torrealba – wenezuelski harfista i kompozytor muzyki rozrywkowej (ur. 1917)[262][263]
- 3 maja
  - Margret Birkenfeld – niemiecka kompozytorka i skrzypaczka (ur. 1926)[264]
  - Mose Se Sengo – kongijski kompozytor i gitarzysta (ur. 1944)[265]
- 4 maja
  - Solo Cissokho – senegalski muzyk jazzowy (ur. 1963)[266]
  - Dominique Lawalrée – belgijski kompozytor (ur. 1954)[267][268]
- 6 maja
  - Pekka Airaksinen – fiński kompozytor muzyki elektronicznej (ur. 1945)[269]
  - Jürgen Bräuninger – południowoafrykański kompozytor (ur. 1956)[270]
- 7 maja
  - Georg Katzer – niemiecki kompozytor (ur. 1935)[271]
  - Iwona Wojciechowska – polska skrzypaczka i pedagog (ur. 1947)[272][273]
- 8 maja
  - Segundo Bautista – ekwadorski kompozytor (ur. 1933)[274]
  - Jewgienij Kryłatow – rosyjski kompozytor (ur. 1934)[275]
  - Zbigniew Rudziński – polski kompozytor (ur. 1935)[276]
- 9 maja
  - Malcolm Black – nowozelandzki muzyk (ur. 1961)[277][278]
  - Arif Melikow – azerski kompozytor (ur. 1933)[279]
- 11 maja
  - James Arkatov – amerykański wiolonczelista, założyciel Los Angeles Chamber Orchestra (ur. 1920)[280]
  - Sol Yaged – amerykański klarnecista jazzowy (ur. 1922)[281]
- 13 maja
  - Doris Day – amerykańska aktorka i piosenkarka (ur. 1922)[282][283]
  - Behnam Safavi – irański piosenkarz pop (ur. 1983)[284]
- 14 maja
  - Étienne Perruchon – francuski kompozytor (ur. 1958)[285]
- 15 maja
  - Chuck Barksdale – amerykański piosenkarz R&B, muzyk zespołu The Dells (ur. 1935)[286][287]
- 19 maja
  - Alfred Janson – norweski kompozytor i pianista (ur. 1937)[288]
  - Patrick Wedd – kanadyjski organista, kompozytor, dyrygent chóru (ur. 1948)[289]
- 21 maja
  - Rosław Szaybo – polski fotograf, plakacista, projektant okładek płyt i książek (ur. 1933)[290]
- 23 maja
  - Andrzej Haniaczyk – polski muzyk folkowy, pedagog, tancerz, laureat Nagrody im. Oskara Kolberga (ur. 1925)[291][292][293]
- 24 maja
  - Jaroslav Erik Frič – czeski poeta, muzyk, wydawca, publicysta, organizator festiwali kultury podziemnej (ur. 1949)[294]
- 27 maja
  - Gabriel Diniz – brazylijski piosenkarz i kompozytor (ur. 1990)[295]
- 29 maja
  - Tony Glover – amerykański muzyk bluesowy (ur. 1939)[296]
  - Jerzy Tatarak – polski saksofonista i klarnecista jazzowy (ur. 1932)[297]
- 30 maja
  - Leon Redbone – amerykański piosenkarz, kompozytor, gitarzysta jazzowy i bluesowy, aktor (ur. 1949)[298]
- 31 maja
  - Roky Erickson – amerykański wokalista, gitarzysta i kompozytor, członek zespołu 13th Floor Elevators (ur. 1947)[299]
- 2 czerwca
  - Lawrence Leathers – amerykański perkusista jazzowy (ur. 1981)[300]
- 6 czerwca
  - Dr. John – amerykański muzyk, kompozytor, autor tekstów (ur. 1941)[301]
- 8 czerwca
  - André Matos – brazylijski wokalista i muzyk heavymetalowy, kompozytor (ur. 1971)[302]
- 9 czerwca
  - Bushwick Bill – amerykański raper pochodzenia jamajskiego (ur. 1966)[303]
  - Jim Pike – amerykański piosenkarz, muzyk zespołu The Lettermen (ur. 1936)[304]
  - Wojciech Rybicki – polski kompozytor, pianista, poeta, inżynier chemik (ur. 1942)[305][306]
- 10 czerwca
  - Ib Nørholm – duński kompozytor (ur. 1931)[307]
  - Sven-David Sandström – szwedzki kompozytor (ur. 1942)[308]
  - Paul Sinegal – amerykański muzyk bluesowy (ur. 1944)[309]
- 11 czerwca
  - Velvel Pasternak – amerykański muzykolog, dyrygent, aranżer, producent i wydawca (ur. 1933)[310]
- 15 czerwca
  - Michael Jaffee – amerykański instrumentalista smyczkowy grający muzykę dawną, muzykolog (ur. 1938)[311][312]
- 16 czerwca
  - Bolesław Ocias – polski dyrygent, kompozytor i pedagog (ur. 1929)[313][314]
- 19 czerwca
  - Jack Renner – amerykański muzyk, pedagog muzyczny, inżynier nagrań, współzałożyciel Telarc Records (ur. 1935)[315]
- 21 czerwca
  - Elliot Roberts – amerykański menedżer muzyczny (ur. 1943)[316]
- 22 czerwca
  - Jerry Carrigan – amerykański perkusista i producent nagrań (ur. 1943)[317]
- 23 czerwca
  - Dave Bartholomew – amerykański trębacz bluesowy, R&B, rock and rollowy; lider zespołu, kompozytor, aranżer i producent nagrań (ur. 1918)[318]
  - Spiro Malas – amerykański śpiewak operowy (bas-baryton) pochodzenia greckiego (ur. 1933)[319]
- 24 czerwca
  - Iván Erőd – austriacki kompozytor, pochodzenia węgierskiego (ur. 1936)[320]
- 26 czerwca
  - Peter Westergaard – amerykański kompozytor i muzykolog (ur. 1931)[321]
- 27 czerwca
  - Louis Thiry – francuski kompozytor, organista i pedagog (ur. 1935)[322]
- 29 czerwca
  - Gary Duncan – amerykański wokalista i gitarzysta rockowy, muzyk zespołu Quicksilver Messenger Service (ur. 1946)[323][324]
- 1 lipca
  - Sid Ramin – amerykański kompozytor i aranżer muzyki filmowej, laureat Oscara (ur. 1919)[325]
  - Bogusław Schaeffer – polski muzykolog, kompozytor, krytyk muzyczny, dramaturg, grafik i pedagog (ur. 1929)[326]
- 2 lipca
  - Michael Colgrass – kanadyjski kompozytor muzyki klasycznej, perkusjonista, pedagog (ur. 1932)[327]
  - Duncan Lamont – szkocki saksofonista i kompozytor jazzowy (ur. 1931)[328]
  - Janusz Szprot – polski pianista jazzowy, kompozytor, aranżer, publicysta, wykładowca akademicki (ur. 1946)[329]
- 3 lipca
  - Alan Rogan – brytyjski gitarzysta rockowy (ur. 1951)[330]
- 4 lipca
  - Henry Kotowski – niemiecki muzyk rockowy (ur. 1944)[331]
  - Vivian Perlis – amerykańska muzykolog (ur. 1928)[332]
- 5 lipca
  - German Łukjanow – rosyjski muzyk jazzowy, kompozytor, bandleader (ur. 1936)[333]
  - Paolo Vinaccia – włoski kompozytor, perkusista i perkusjonista jazzowy (ur. 1954)[334]
- 6 lipca
  - João Gilberto – brazylijski piosenkarz, gitarzysta i kompozytor, współtwórca bossa novy (ur. 1931)[335][336]
  - Wanda Warska – polska wokalistka jazzowa, wykonawczyni poezji śpiewanej, kompozytorka (ur. 1930)[337]
- 9 lipca
  - Aaron Rosand – amerykański skrzypek (ur. 1927)[338]
- 10 lipca
  - Jerry Lawson – amerykański piosenkarz, producent, aranżer (ur. 1944)[339]
- 12 lipca
  - Joseph Rouleau – kanadyjski śpiewak operowy, pochodzenia francuskiego (bas) (ur. 1929)[340]
  - Russell Smith – amerykański piosenkarz country (ur. 1949)[341]
- 15 lipca
  - Bjambasürengiin Scharaw – mongolski pianista i kompozytor (ur. 1952)[342]
- 16 lipca
  - Johnny Clegg – południowoafrykański muzyk i tancerz (ur. 1953)[343][344]
  - Pat Kelly – jamajski piosenkarz reggae (ur. 1949)[345]
- 17 lipca
  - Aleksander Bem – polski wokalista, perkusista i kompozytor, członek zespołów Pięciu, Quorum, Bemibek i Bemibem (ur. 1948)[346]
  - Rafał Szulc (Raca) – polski raper (ur. 1986)[347]
- 18 lipca
  - Ruud Jacobs – holenderski kontrabasista jazzowy (ur. 1938)[348]
- 19 lipca
  - Yao Lee – chińska piosenkarka (ur. 1922)[349]
- 21 lipca
  - Ben Johnston – amerykański kompozytor (ur. 1926)[350]
- 22 lipca
  - Art Neville – amerykański muzyk soul, funk i R&B (ur. 1937)[351]
- 25 lipca
  - Anner Bylsma – holenderski wiolonczelista (ur. 1934)[352][353]
- 29 lipca
  - Ras G – amerykański muzyk, producent nagrań (ur. 1979)[354][355]
  - Aleksandr Wakulski – holenderski dyrygent, pochodzenia baszkirskiego (ur. 1949)[356][357]
- 30 lipca
  - Anna Korotkina – białoruska kompozytorka (ur. 1961)[358]
- 1 sierpnia
  - Barrington Pheloung – australijski kompozytor (ur. 1954)[359]
- 3 sierpnia
  - Katreese Barnes – amerykańska multiinstrumentalistka, wokalistka, kompozytorka i producentka muzyczna (ur. 1963)[360]
  - Henri Belolo – francuski producent muzyczny (ur. 1936)[361][362]
  - Joe Longthorne – brytyjski piosenkarz (ur. 1955)[363]
- 4 sierpnia
  - Bob Wilber – amerykański klarnecista i saksofonista jazzowy (ur. 1928)[364]
- 5 sierpnia
  - Siergiej Bierezin – rosyjski kompozytor i śpiewak (ur. 1937)[365]
- 7 sierpnia
  - David Berman – amerykański muzyk, wokalista indierockowego zespołu Silver Jews (ur. 1967)[366]
- 9 sierpnia
  - Jerzy Rogacki – polski muzyk szantowy i animator ruchu szantowego, członek zespołu Cztery Refy (ur. 1951)[367]
- 12 sierpnia
  - Cezary Szlązak – polski multiinstrumentalista, muzyk zespołu 2 plus 1 (ur. 1947)[368]
- 15 sierpnia
  - Roman Ledeniow – rosyjski kompozytor (ur. 1930)[369]
- 17 sierpnia
  - Rosemary Kuhlmann – amerykańska śpiewaczka operowa (mezzosopran) (ur. 1922)[370]
- 18 sierpnia
  - Helmut Froschauer – austriacki dyrygent i chórmistrz (ur. 1933)[371]
- 19 sierpnia
  - Mohammed Zahur Khayyam – indyjski kompozytor muzyki filmowej (ur. 1927)[372]
  - Zorka Kohoutová – czeska piosenkarka (ur. 1931)[373]
  - Larry Taylor – amerykański basista, członek zespołu Canned Heat (ur. 1942)[374]
- 20 sierpnia
  - Fred Rister – francuski kompozytor i producent muzyczny (ur. 1961)[375]
- 21 sierpnia
  - Celso Piña – meksykański piosenkarz, kompozytor, aranżer i akordeonista (ur. 1953)[376]
- 23 sierpnia
  - Mario Davidovsky – amerykański kompozytor pochodzenia argentyńskiego (ur. 1934)[377]
- 24 sierpnia
  - Anne Grete Preus – norweska gitarzystka, pianistka i wokalistka rockowa (ur. 1957)[378]
- 25 sierpnia
  - Clora Bryant – amerykańska trębaczka jazzowa (ur. 1927)[379][380]
  - Jerzy Nalepka – polski specjalista w zakresie gitarystyki, profesor sztuk pięknych (ur. 1950)[381]
- 26 sierpnia
  - Neal Casal – amerykański piosenkarz i gitarzysta rockowy (ur. 1968)[382]
  - Richard Conrad – amerykański śpiewak operowy (ur. 1935)[383]
- 27 sierpnia
  - Donnie Fritts – amerykański muzyk country i soul (ur. 1942)[384]
- 28 sierpnia
  - Nancy Holloway – amerykańska piosenkarka jazzowa, aktorka (ur. 1932)[385]
  - Paz Undurraga – chilijska piosenkarka (ur. 1930)[386]
- 29 sierpnia
  - Miklós Kocsár – węgierski kompozytor (ur. 1933)[387]
- 1 września
  - Radomil Eliška – czeski dyrygent i pedagog (ur. 1931)[388][389]
  - Adiss Harmandian – amerykański piosenkarz, pochodzenia libańsko-ormiańskiego (ur. 1945)[390]
- 3 września
  - LaShawn Daniels – amerykański autor piosenek (ur. 1977)[391]
- 4 września
  - Dan Warner – amerykański gitarzysta (ur. 1970)[392][393]
- 5 września
  - Jimmy Johnson – amerykański gitarzysta sesyjny, producent nagrań (ur. 1943)[394]
  - Jurij Peterson – rosyjski piosenkarz i muzyk (ur. 1948)[395]
- 7 września
  - Roger Boutry – francuski kompozytor i dyrygent (ur. 1932)[396]
  - Camilo Sesto – hiszpański piosenkarz (ur. 1946)[397]
  - Zdzisław Szostak – polski kompozytor i dyrygent (ur. 1930)[398]
- 9 września
  - Dalibor Andonov – serbski raper (ur. 1973)[399]
  - Lawrendis Macheritsas – grecki wokalista i gitarzysta rockowy (ur. 1956)[400]
- 10 września
  - Włodzimierz Denysenko – polski śpiewak operowy (bas-baryton) (ur. 1931)[401][402]
  - Hossam Ramzy – egipski perkusjonista i kompozytor (ur. 1953)[403]
- 11 września
  - Amir Bjelanović „Tula” – bośniacki kompozytor i gitarzysta (ur. 1962)[404]
  - Christo Ignatow – bułgarski dyrygent, dyrektor opery w Warnie (ur. 1948)[405]
  - Daniel Johnston – amerykański piosenkarz, rysownik i autor tekstów (ur. 1961)[406]
- 13 września
  - Eddie Money – amerykański wokalista rockowy, saksofonista, gitarzysta i autor tekstów (ur. 1949)[407]
- 14 września
  - Maria Przychodzińska – polska pedagog, prof. dr hab., współtwórczyni polskiej koncepcji wychowania muzycznego (ur. 1927)[408]
- 15 września
  - Roberto Leal – portugalski piosenkarz (ur. 1951)[409]
  - Phyllis Newman – amerykańska aktorka i piosenkarka (ur. 1933)[410]
  - Ric Ocasek – amerykański muzyk i producent muzyczny, wokalista i gitarzysta zespołu The Cars (ur. 1944[411][412]
- 16 września
  - John Cohen – amerykański muzyk folkowy i muzykolog (ur. 1932)[413]
- 17 września
  - Harold Mabern – amerykański pianista jazzowy (ur. 1936)[414]
- 19 września
  - María Rivas – wenezuelska piosenkarka (ur. 1960)[415]
  - Larry Wallis – brytyjski gitarzysta i kompozytor, członek zespołów UFO i Motörhead (ur. 1949)[416]
- 21 września
  - Christopher Rouse – amerykański kompozytor (ur. 1949)[417][418]
- 23 września
  - Robert Hunter – amerykański poeta i piosenkarz (ur. 1941)[419]
- 25 września
  - Paul Badura-Skoda – austriacki pianista (ur. 1927)[420][421]
- 26 września
  - Myron Bloom – amerykański waltornista (ur. 1926)[422]
  - Martin Wesley-Smith – australijski kompozytor muzyki klasycznej (ur. 1945)[423]
- 27 września
  - Jimmy Spicer – amerykański raper, autor piosenek (ur. 1958)[424]
- 28 września
  - Busbee – amerykański autor piosenek, producent nagrań, multiinstrumentalista (ur. 1976)[425]
  - Jan Kobuszewski – polski aktor, artysta kabaretowy, wykonawca piosenki satyrycznej (ur. 1934)[426]
- 29 września
  - Martin Bernheimer – amerykański krytyk muzyczny (ur. 1936)[427]
  - Larry Willis – amerykański pianista i kompozytor jazzowy (ur. 1942)[428]
- 30 września
  - Jessye Norman – amerykańska śpiewaczka (sopran dramatyczny) (ur. 1945)[429]
- 1 października
  - Gjoni Athanas – albański śpiewak operowy (tenor) (ur. 1925)[430]
  - Karel Gott – czeski piosenkarz (ur. 1939)[431][432]
  - Janina Romańska-Werner – polska pianistka, dr hab., wykładowca akademicki, profesor Akademii Muzycznej w Krakowie (ur. 1940)[433]
  - Beverly Watkins – amerykańska gitarzystka i wokalistka bluesowa (ur. 1939)[434]
- 2 października
  - Julie Gibson – amerykańska aktorka i piosenkarka (ur. 1913)[435]
  - Gia Kanczeli – gruziński kompozytor (ur. 1935)[436][437]
  - Barrie Masters – angielski wokalista punk-rockowy, muzyk zespołu Eddie and the Hot Rods (ur. 1956)[438]
  - Kim Shattuck – amerykańska wokalistka i gitarzystka rockowa, kompozytorka zespołów The Muffs, The Pandoras, Pixies, NOFX (ur. 1963)[439]
- 3 października
  - Piotr Libera – polski muzyk, dyrygent i śpiewak (ur. 1938)[440]
- 4 października
  - Diahann Carroll – amerykańska aktorka i piosenkarka (ur. 1935)[441]
- 5 października
  - Marcello Giordani – włoski śpiewak operowy (tenor) (ur. 1963)[442]
  - Jan Kulaszewicz – polski dyrygent, chórmistrz (ur. 1930)[443]
- 6 października
  - Ginger Baker – brytyjski perkusista rockowy i jazzowy, członek zespołów Cream, Blind Faith, Ginger Baker’s Air Force (ur. 1939)[444]
  - Larry Junstrom – amerykański basista rockowy, członek zespołów Lynyrd Skynyrd, 38 Special (ur. 1949)[445][446]
- 10 października
  - Thomas Lück – niemiecki aktor i piosenkarz (ur. 1943)[447]
- 11 października
  - Kadri Gopalnath – indyjski saksofonista altowy, wykonawca muzyki karnatackiej (ur. 1949)[448]
- 12 października
  - Miłczo Lewiew – bułgarski pianista i kompozytor jazzowy (ur. 1937)[449]
- 14 października
  - Leyna Gabriele – amerykańska śpiewaczka operowa (sopran) (ur. 1924)[450]
  - Christos Stilianas – grecki piosenkarz (ur. 1944)[451]
- 15 października
  - Hossein Dehlavi – irański kompozytor (ur. 1927)[452]
- 17 października
  - Ray Santos – amerykański saksofonista latin-jazzowy (ur. 1928)[453]
- 19 października
  - Vitillo Ábalos – argentyński folklorysta, muzyk, autor tekstów, kompozytor, piosenkarz i tancerz (ur. 1922)[454]
- 20 października
  - Herbert Chappell – brytyjski dyrygent, kompozytor, reżyser telewizyjny (ur. 1934)[455][456]
- 21 października
  - Garry Koehler – australijski muzyk country (ur. 1955)[457]
  - Józef Słodczyk − polski kapelmistrz (ur. 1930)[458][459]
- 22 października
  - Raymond Leppard – brytyjski dyrygent, klawesynista (ur. 1927)[460]
  - Rolando Panerai – włoski śpiewak operowy (baryton) (ur. 1924)[461][462][463]
- 23 października
  - Hans Zender – niemiecki dyrygent i kompozytor (ur. 1936)[464]
- 24 października
  - Walter Franco – brazylijski piosenkarz i kompozytor (ur. 1945)[465]
- 25 października
  - Chou Wen-chung – amerykański kompozytor pochodzenia chińskiego (ur. 1923)[466]
- 26 października
  - Paul Barrere – amerykański muzyk, gitarzysta zespołu Little Feat (ur. 1948)[467]
- 28 października
  - Zoltán Jeney – węgierski kompozytor (ur. 1943)[468][469]
- 29 października
  - Mihai Constantinescu – rumuński piosenkarz (ur. 1946)[470]
  - Władimir Zotkin – rosyjski kompozytor, muzykolog, pedagog (ur. 1945)[471][472]
- 31 października
  - Joannis Spanos – grecki kompozytor (ur. 1934)[473]
- 2 listopada
  - Marie Laforêt – francuska piosenkarka i aktorka (ur. 1939)[474][475]
  - Leo Iorga – rumuński muzyk rockowy (ur. 1964)[476]
- 3 listopada
  - Eryk Kulm – polski perkusista jazzowy (ur. 1952)[477][478]
  - Friedemann Layer – austriacki dyrygent (ur. 1941)[479][480]
- 4 listopada
  - Timi Hansen – duński basista heavymetalowy (ur. 1958)[481]
- 5 listopada
  - Jan Erik Kongshaug – norweski inżynier dźwięku, gitarzysta jazzowy i kompozytor (ur. 1944)[482][483]
- 6 listopada
  - John Curro – australijski skrzypek, altowiolista, dyrygent (ur. 1932)[484]
  - Robert Freeman – angielski fotograf i grafik, znany ze współpracy z zespołem The Beatles (ur. 1936)[485]
- 7 listopada
  - Jan Cebula – polski muzyk ludowy, laureat nagrody im. Oskara Kolberga (ur. 1937)[486][487]
  - Ivica Maksimović – serbski wokalista i gitarzysta rockowy (ur. 1962)[488][489]
- 8 listopada
  - Fred Bongusto – włoski piosenkarz, kompozytor (ur. 1935)[490]
- 9 listopada
  - Kehinde Lijadu – nigeryjska piosenkarka (ur. 1948)[491]
- 10 listopada
  - Werner Andreas Albert – niemiecki kompozytor i dyrygent (ur. 1935)[492][493]
  - Jan Byrczek – polski kontrabasista jazzowy, założyciel i pierwszy redaktor naczelny „Jazz Forum” (ur. 1936)[494]
  - Mayra Caridad Valdés – kubańska wokalistka jazzowa (ur. 1956)[495]
  - Lothar Dziwoki – polski puzonista jazzowy, aranżer, wokalista, dyrygent, pedagog (ur. 1942)[496]
- 12 listopada
  - Zoran Hristić – serbski kompozytor (ur. 1938)[497][498]
- 14 listopada
  - Stanislav Martiš – słowacki śpiewak operowy (tenor) (ur. 1932)[499]
- 16 listopada
  - Jerzy Janiszewski – polski dziennikarz muzyczny, prezenter radiowy (ur. 1944)[500]
- 18 listopdada
  - Argentina Santos – portugalska piosenkarka fado (ur. 1924)[501]
- 19 listopada
  - José Mário Branco – portugalski piosenkarz, aktor i producent muzyczny (ur. 1942)[502]
- 20 listopada
  - Doug Lubahn – amerykański gitarzysta basowy (ur. 1947)[503][504]
  - John Mann – kanadyjski muzyk rockowy (ur. 1962)[505]
- 22 listopada
  - Stephen Cleobury – angielski organista i dyrygent (ur. 1948)[506][507]
- 23 listopada
  - Enrique Iturriaga – peruwiański kompozytor i pedagog (ur. 1918)[508]
- 24 listopada
  - Goo Hara – południowokoreańska piosenkarka i aktorka (ur. 1991)[509]
  - Colin Mawby – angielski organista, kompozytor, dyrygent chóru (ur. 1936)[510]
  - Juan Orrego-Salas – chilijski kompozytor (ur. 1919)[511]
- 25 listopada
  - Roy Wilox – brytyjski saksofonista, klarnecista i flecista jazzowy (ur. 1929)[512]
- 27 listopada
  - Martin Armiger – australijski muzyk i kompozytor filmowy (ur. 1949)[513]
- 28 listopada
  - Tadeusz Bratus – polski muzyk, kompozytor, aranżer, animator kultury i pedagog, członek zespołu Nowa Grupa Jacka Lecha (ur. 1949)[514]
- 29 listopada
  - Ruth Anderson – amerykańska kompozytorka, dyrygentka i flecistka (ur. 1928)[515]
  - Irving Burgie – amerykański piosenkarz, autor piosenek (ur. 1924)[516]
- 30 listopada
  - Mariss Jansons – łotewski dyrygent (ur. 1943)[517][518]
- 2 grudnia
  - Greedy Smith – australijski wokalista, członek zespołu Mental As Anything (ur. 1956)[519]
- 7 grudnia
  - Herbert Joos – niemiecki trębacz jazzowy, flecista, grafik (ur. 1940)[520]
- 8 grudnia
  - Juice Wrld – amerykański raper, autor tekstów (ur. 1998)[521][522]
- 9 grudnia
  - Marie Fredriksson – szwedzka piosenkarka, kompozytorka i wokalistka zespołu Roxette (ur. 1958)[523][524]
- 10 grudnia
  - Gershon Kingsley – amerykański kompozytor, pionier muzyki elektronicznej (ur. 1922)[525]
- 11 grudnia
  - Jiří Jirmal – czeski gitarzysta muzyki klasycznej i jazzowej (ur. 1925)[526]
- 12 grudnia
  - Dalton Baldwin – amerykański pianista (ur. 1931)[527]
  - Joseph Herter – amerykański dyrygent polskiego pochodzenia, kierownik chórów działający w Polsce (ur. 1945)[528][529]
  - Albina Kuraś – polska skrzypaczka ludowa, piosenkarka, rzeźbiarka (ur. 1925)[530][531]
- 15 grudnia
  - Nicky Henson – brytyjski aktor i kompozytor (ur. 1945)[532]
  - Monique Leyrac – kanadyjska aktorka, piosenkarka (ur. 1928)[533]
- 18 grudnia
  - Patxi Andión – hiszpański aktor i piosenkarz (ur. 1947)[534]
  - Alain Barrière – francuski piosenkarz i kompozytor (ur. 1935)[535]
  - Kenny Lynch – brytyjski piosenkarz i aktor (ur. 1938)[536]
  - Arty McGlynn – irlandzki gitarzysta (ur. 1944)[537][538]
  - Abbey Simon – amerykański pianista i pedagog (ur. 1920)[539]
- 20 grudnia
  - Józef Maślanka – polski muzyk i tancerz ludowy, folklorysta, budowniczy instrumentów tradycyjnych (ur. 1937)[540][541][542][543][544]
- 22 grudnia
  - Edward Pałłasz – polski kompozytor, pedagog, działacz środowiska artystycznego, twórca muzyki teatralnej i filmowej, piosenek, utworów kameralnych i chóralnych (ur. 1936)[545]
- 24 grudnia
  - Dave Riley – amerykański basista rockowy, muzyk zespołu Big Black (ur. 1960)[546]
  - Allee Willis – amerykańska autorka piosenek (ur. 1947)[547]
- 25 grudnia
  - Peter Schreier – niemiecki śpiewak (tenor liryczny) i dyrygent (ur. 1935)[548][549][550]
- 26 grudnia
  - Jerry Herman – amerykański kompozytor, autor tekstów piosenek (ur. 1931)[551]
  - Sleepy LaBeef – amerykański piosenkarz, muzyk i aktor (ur. 1935)[552]
- 27 grudnia
  - Mike Bundt – niemiecki muzyk, kompozytor i producent muzyczny (ur. 1949)[553]
  - Gjergj Kaçinari – albański kompozytor, dyrygent i pedagog (ur. 1939)[554]
  - Jack Sheldon – amerykański trębacz jazzowy, piosenkarz i aktor (ur. 1931)[555][556]
  - Art Sullivan – belgijski piosenkarz (ur. 1950)[557]
- 28 grudnia
  - Thanos Mikrutsikos – grecki kompozytor i polityk, minister kultury (1994–1996) (ur. 1947)[558]
  - Erzsébet Szőnyi – węgierska kompozytorka, pianistka, pedagog (ur. 1924)[559]
- 29 grudnia
  - Neil Innes – angielski aktor, muzyk, kompozytor i autor tekstów piosenek (ur. 1944)[560][561]
  - Norma Tanega – amerykańska piosenkarka folk, pop i latin jazz (ur. 1939)[562]
- 30 grudnia
  - Harry Kupfer – niemiecki reżyser operowy (ur. 1935)[563]
- 31 grudnia
  - Helena Kołaczkowska – polska literatka, autorka książek dla dzieci, autorka tekstów piosenek (ur. 1916)[564]

## Opera
- 2 lutego – premiera opery Człowiek z Manufaktury Rafała Janiaka, Teatr Wielki w Łodzi[565]

## Nagrody
- 10 lutego – 61. ceremonia wręczenia nagród Grammy[566]
- 9 marca – Fryderyki 2019[567][568]
- 18 maja – 64. Konkurs Piosenki Eurowizji – Duncan Laurence „Arcade”[569]
- 19 września – 28. Mercury Prize – Dave Psychodrama[570][571][572]
- 24 listopada – 17. Konkurs Piosenki Eurowizji dla Dzieci – Viki Gabor „Superhero”[573]